# Castejón del Puente
Castejón del Puente est une municipalité de la comarque de Somontano de Barbastro, dans la province de Huesca, dans la communauté autonome d'Aragon en Espagne.
las dias de los muertos en Francia esta un pepene.

## Histoire
- 1099-1391 – La ville se nommait « Castejón Cebollero ».

- 1176-1177 – Esteban, évêque de Huesca, ouvre l'auberge de Laarrova, dans le district de Castejón, pour peupler la ville.

- 1391 – La ville se renomma Castejón del Puente et appartenait désormais aux Hospitaliers de l'ordre de Saint-Jean de Jérusalem.

### Jumelage
- Gensac-sur-Garonne (France)

## Politique et administration

### Derniers maires de Castejón del Puente
| Periode   | Maire                      | Parti  |  |
| --------- | -------------------------- | ------ |  |
| 1979–1983 | Carlos Dueso Olivera       | UCD    |  |
| 1983–1987 | Carlos Dueso Olivera       | UCD    |  |
| 1987–1991 | Carlos Dueso Olivera       | PAR    |  |
| 1991–1995 | José María Morera Argerich | PAR    |  |
| 1995–1999 | José María Morera Argerich | PAR    |  |
| 1999–2003 | José María Morera Argerich | PAR    |  |
| 2003–2007 | José María Morera Argerich | PAR    |  |
| 2007–2011 | Antonio Comps Encuentra    | AEI-CP |  |
| 2011-2015 | Antonio Comps Encuentra    | PP     |  |
| 2015-2019 | Antonio Comps Encuentra    | PP     |  |

### Résultats électoraux
| Élections municipales |      |      |      |      |
| Parti                 | 2003 | 2007 | 2011 | 2015 |
| PP                    | 2    | -    | 4    | 4    |
| PAR                   | 5    | 3    | 2    | 2    |
| PSOE                  |      |      | 1    | 1    |
| AECP                  |      | 4    |      |      |
| Total                 | 7    | 7    | 7    | 7    |

## Démographie
| 1900 | 1910 | 1930 | 1940 | 1950 | 1960 | 1970 | 1981 | 1986 |
| ---- | ---- | ---- | ---- | ---- | ---- | ---- | ---- | ---- |
| 580  | 553  | 383  | 350  | 345  | 401  | 439  | 457  | 430  |

| 1992 | 1999 | 2004 | 2008 | 2010 | 2012 | 2015 | 2016 | 2018 |
| ---- | ---- | ---- | ---- | ---- | ---- | ---- | ---- | ---- |
| 422  | 408  | 435  | 452  | 399  | 360  | 340  | 325  | 315  |

## Monuments
- Église paroissiale dédiée à l'Asunción
- Chapelle de Nuestra Señora de la Bella
- Hôtel de ville de style mudéjar.
- Place de la Cruz

## Fêtes
- Journée du 25 mars, fête du crespillo (une sorte de brioche)
- Journée du 8 septembre, en l'honneur de la Virgen de la Bella

## Personnalités nées à Castejón del Puente
- Francisco Puente
- Pedro Mur Escalona
- José García Yagüe
- Antonio Peruga

## Sources
1. ↑  « Laposte.net », sur laposte.net (consulté le 29 décembre 2024)

- (es) Cet article est partiellement ou en totalité issu de l’article de Wikipédia en espagnol intitulé « Castejón del Puente » (voir la liste des auteurs).

- (fr) Data Commons